# Les Rayons X
Les Rayons X o Les Rayons Roentgen va ser un curtmetratge mut francès del 1898 de Georges Méliès. Va ser venut per la Star Film Company de Méliès i té el número 142 als seus catàlegs. Podria haver estat insporada en The X-Rays, una pel·lícula britànica de 1897 del showman pioner George Albert Smith, que probablement es va inspirar en part en pel·lícules anteriors de Méliès. Es presumeix que és una pel·lícula perduda.

## Sinopsi
Un científic utilitza una màquina de raigs X en un pacient. L'esquelet s'escapa del cos de l'home mentre la seva carn s'enfonsa a terra.